# Gustaf Lindstrand
Frans Gustaf Johansson Lindstrand (ur. 11 lutego 1883, zm. 26 marca 1959) – szwedzki zapaśnik walczący w stylu klasycznym. Olimpijczyk z Sztokholmu 1912, gdzie zajął dziewiąte miejsce w wadze ciężkiej.
Czwarty na mistrzostwach świata w 1913. Siódmy na mistrzostwach Europy w 1909. Mistrz kraju w 1910 i 1921 roku.

## Letnie Igrzyska Olimpijskie 1912
| Konkurencja             | Rundy eliminacyjne        | Rundy eliminacyjne | Rundy eliminacyjne   | Klas. końcowa |
| Konkurencja             | Przeciwnik I              | Przeciwnik II      | Przeciwnik III       | Miejsce       |
| ----------------------- | ------------------------- | ------------------ | -------------------- | ------------- |
| +82,5 kg styl klasyczny | Laurent Gerstmans (BEL) Z | Johan Olin (FIN) P | Yrjö Saarela (FIN) P | 9.            |